# Physoloba viridularia
Physoloba viridularia là một loài bướm đêm trong họ Geometridae.